# McLaren P1
McLaren P1 — суперкар британської компанії McLaren Automotive. Концепт вперше представили на автосалоні в Парижі в вересні 2012 року, серійна модель дебютувала на автосалоні в Женеві на початку березня 2013 року. Всього зроблять 375 машин за ціною 866 000 фунтів стерлінгів (трохи більше мільйона євро) за кожен примірник. Кузов автомобіля складається з вуглепластикового монокока, обладнаного композитними панелями. Автомобіль оснащується 916-сильною гібридною силовою установкою (900 Нм), яка складається з бітурбодвигуна V8 3.8 л і електродвигуна, що працюють в парі з семидіапазонним преселективним «роботом».

## Двигун і трансмісія

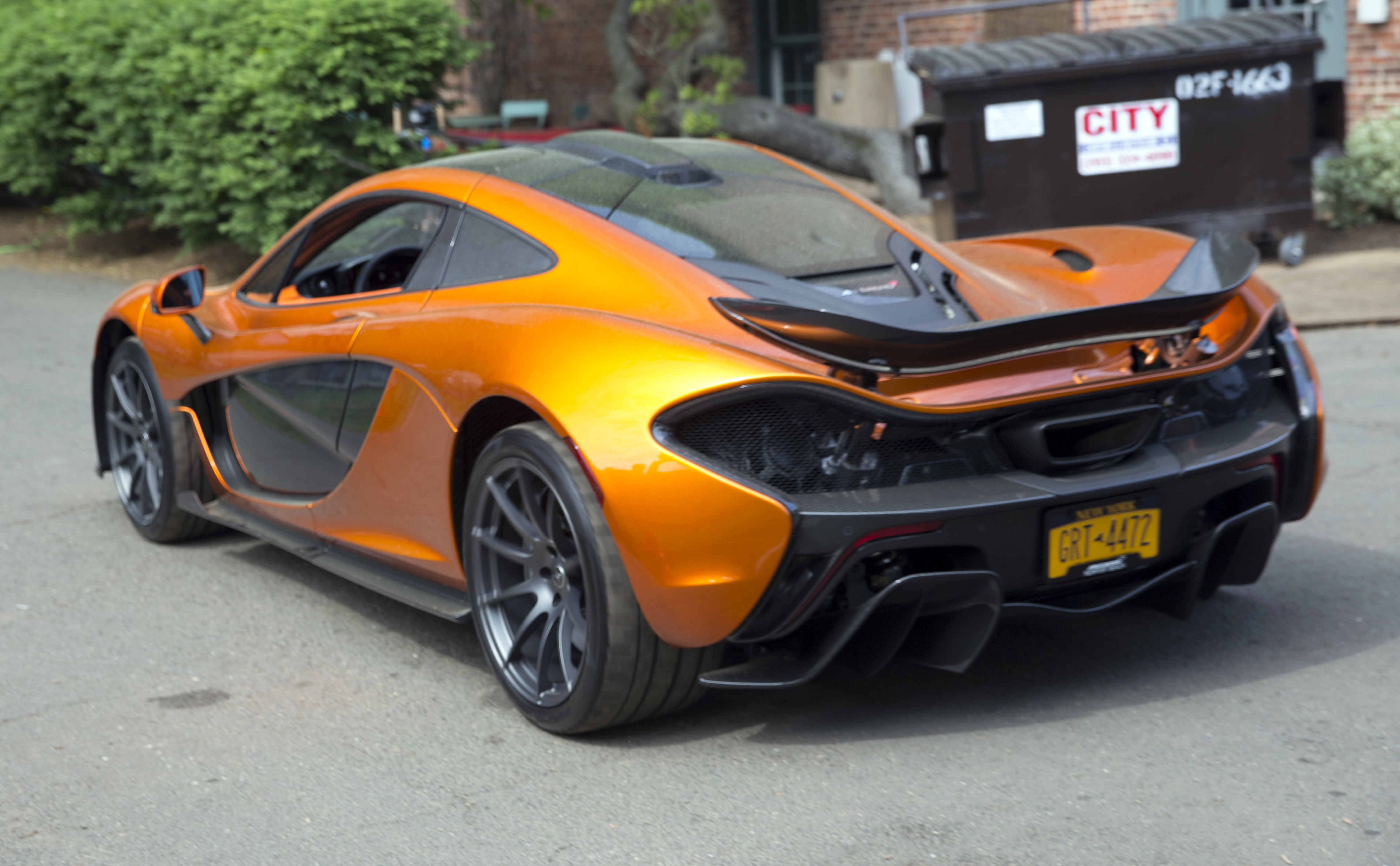
McLaren P1

Автомобіль оснащений гібридною рушійною установкою із 3,8-літрового бітурбобензинового двигуна масою близько 200 кг, електромотора і блока акумуляторних батарей, розташованих позаду салону. На батареях, маса яких становить 96 кілограмів, P1 може проїхати до 10 кілометрів. Крім того, електромотор має системи рекуперативного гальмування KERS, що підзаряджає акумулятори, та Instant Power Assist, що дозволяє отримати всю потужність електродвигуна миттєво. Для звичайної зарядки акумуляторів через звичайну розетку потрібно 2 години, а на спеціальних станціях більшу частину заряду можна отримати вже через 10 хвилин підзарядки.
Як трансмісія використовується 7-ступінчаста роботизована коробка передач.
- Розгін до 100 км/год — 2,8 с
- Розгін до 200 км/год — 6,8 с
- Розгін до 300 км/год — 16,5 с

## P1 GTR

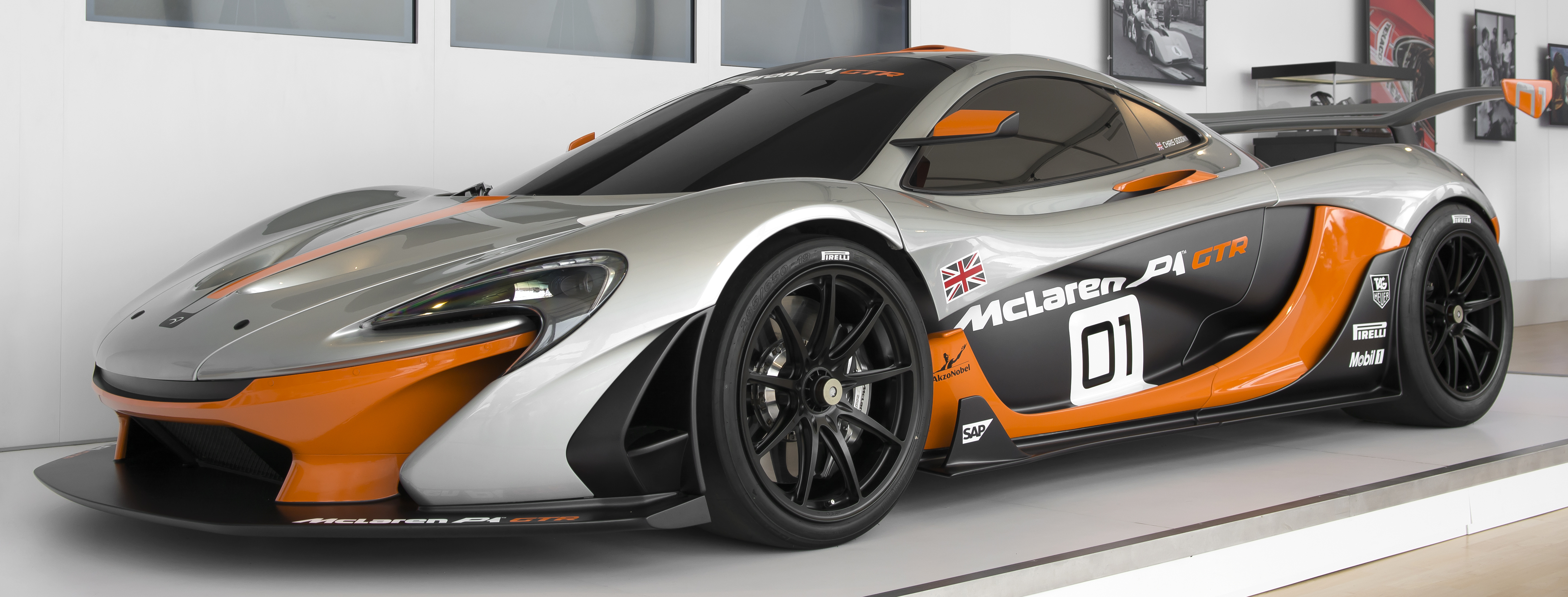
McLaren P1 GTR

На автосалоні в Женеві в березні 2015 року дебютувала гоночна версія McLaren P1 GTR з гібридним двигуном V8 3.8 л потужністю 1000 к.с. При цьому трековий автомобіль вийшов на 50 кг легшим від дорожнього.

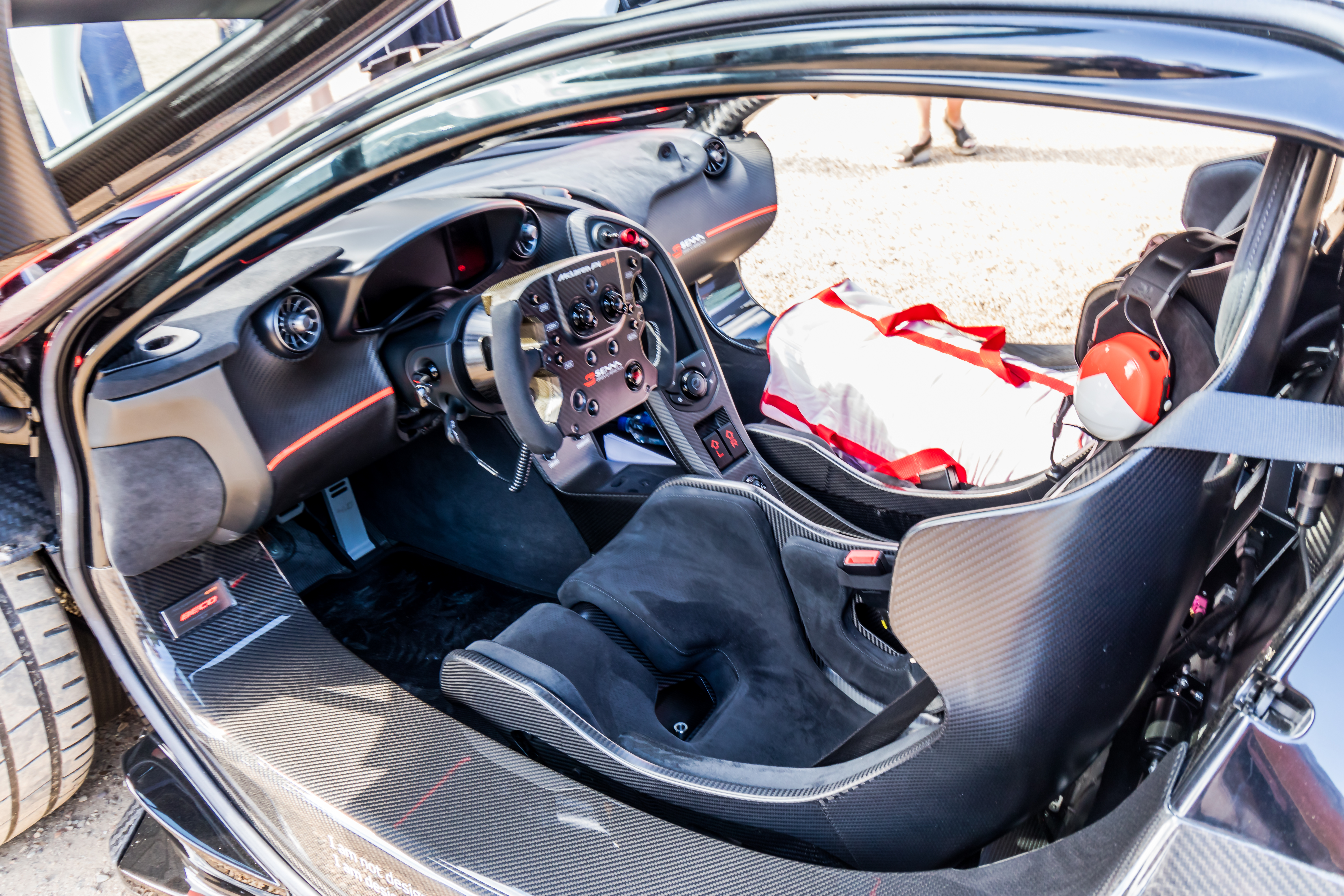

Ім'я P1 GTR дано на честь гоночної моделі F1 GTR зразка 1995 року, яка перемогла в перегонах 24 години Ле-Мана і була переробленням дорожнього суперкара F1.

## P1 LM

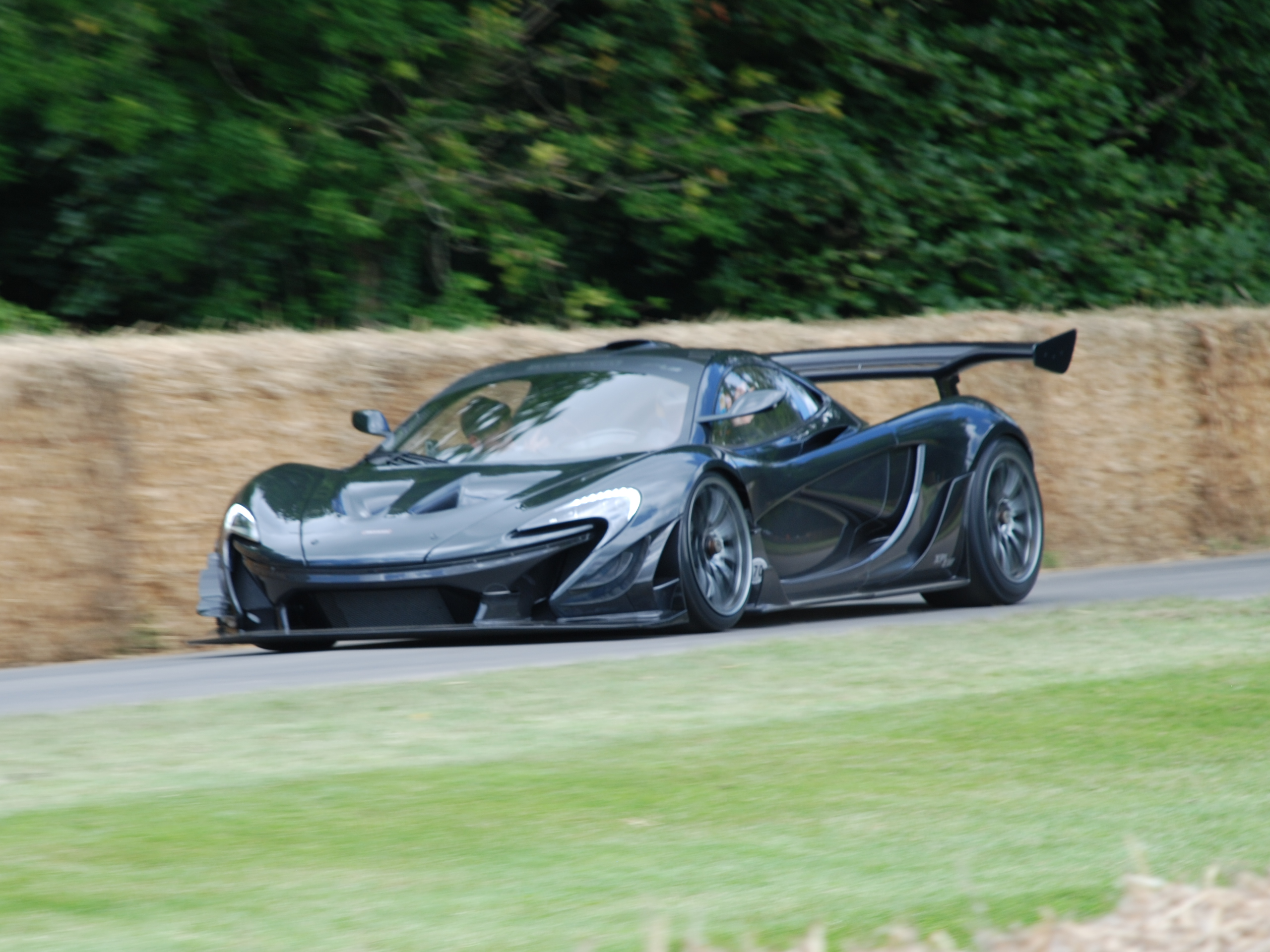
McLaren P1 LM

Британська компанія Lanzante Motorsport, спільно з компанією McLaren виготовила п'ять дорожніх автомобілів McLaren P1 LM створених на основі McLaren P1 GTR з гібридним двигуном V8 3.8 л потужністю 1000 к.с.
В травні 2017 року гіперкар McLaren P1 LM подолав Нюрбургринг за 6:43.22, ставши найшвидшим серійним автомобілем у світі.